# Marko Čermák
Marko Čermák (* 14. února 1940 Praha) je český kreslíř, hudebník a tramp. Patří k předním českým bendžistům, bluegrasistům a kreslířům dobrodružných komiksů pro mládež.
Absolvoval Výtvarnou školu Václava Hollara, roční přípravku při Akademii výtvarných umění, a výtvarnou výchovu na Pedagogické fakultě Univerzity Karlovy.

## Kreslíř
V roce 1968 uspěl v konkursu na kreslíře dalších pokračování komiksu o Rychlých šípech, psaných Jaroslavem Foglarem. Stal se tak nástupcem Jana Fischera, zemřelého roku 1960. Nejprve překreslil osm příběhů nakreslených Václavem Junkem v roce 1941, v letech 1970–1971 nakreslil kolem 80 nových příběhů. V roce 1971 zpracoval pro vydavatelství Novinář kreslené (komiksové) verze knih Záhada hlavolamu a Stínadla se bouří.
K jeho dílům patří vůbec nejdéle vycházející český kreslený seriál Modrá Pětka scenáristy J. B. Kamila (pseudonym Bohumila Koláře a Jiřího Hromádka), který vycházel v časopise Pionýrská stezka od roku 1971 do roku 1991 (celkem na 300 pokračování). Jím kreslené komiksy se objevovaly také na zadní straně časopisu ABC a v komiksovém magazínu Kometa (který vycházel v letech 1989–1992). Od roku 2013 nakladatelství Václav Vávra postupně vydává jeho práce v souborné edici "Klasické komiksy Marko Čermáka".
Ilustroval také nové sebrané spisy Jaroslava Foglara v nakladatelství Olympia – je autorem téměř všech obálek a většinou i ilustrací uvnitř knih. Průřez jeho kreslířským dílem byl prezentován v roce 2020 na výstavě jeho celoživotního díla v Galerii 1.
Za přínos českému komiksu mu byla udělena Cena Muriel 2015 v kategorii Síň slávy.

## Hudebník
Čermák byl v roce 1965 zakládajícím členem skupiny Greenhorns (později Zelenáči), společně s Janem Vyčítalem a Josefem Šimkem (oba také kreslíři). V roce 1968 založil společně s Mirkem Hoffmannem skupinu White Stars, ve které hrál až do jejího rozpadu v roce 1970. Je považován za jednoho z průkopníků hry na pětistrunné banjo, o které vydal dvě knihy: Pětistrunné banjo (1977) a Banjo z mlžných lesů (1998). Nyní působí ve své vlastní trampské a country kapele Paběrky Marko Čermáka.
4. října 2007 obdržel od Americké bluegrassové asociace (International Bluegrass Music Association) jako první Čech prestižní ocenění za přínos k rozšíření pětistrunného banja a country a bluegrassu v českých zemích (Distinguished Achievement Award).

## Vybraná diskografie

### Gramofonové desky
- LP Paběrky/Marko Čermák – Od Skalistých hor k Vysočině 1994 – Baroko a FOX
- LP Paběrky/Marko Čermák – Od Kentucky k Sacramentu 1993 – Monitor
- LP Paběrky/Marko Čermák – Od Yukonu k Ontariu 1991 – Punc

### CD
- Paběrky/Marko Čermák – 30 Let na romantické stezce (4CD) 2015 – Ivan Kratochvíl
- Marko Čermák – Poslední romantik  (2CD) 2010 – Supraphon[9]
- Paběrky/Marko Čermák – V rytmu Old-time 2003 – Multisonic
- Marko Čermák – 60 mil romantickou stezkou 2000 – Sony Music/Bonton
- Paběrky/Marko Čermák – master serie – Venkow
- Marko Čermák & Greenhorns – Banjo z Mlžných lesů 1998 – Sony BMG Music
- Paběrky/Marko Čermák – Trail to Kalifornie 1997 – Venkow
- Paběrky/Marko Čermák – Od Skalistých hor k Vysočině 1994 – Baroko A FOX
- Paběrky/Marko Čermák – Od Kentucky k Sacramentu 1993 – Monitor
- Paběrky/Marko Čermák – Od Yukonu k Ontariu 1991 – Punc

## Vybraná komiksografie
- Rychlé šípy (1968–1971, 91 pokračování, scénář Jaroslav Foglar)
- Záhada hlavolamu (1970, scénář Jaroslav Foglar)
- Stínadla se bouří (1970, scénář Jaroslav Foglar)
- Tajemství Velkého Vonta (2012, námět Jaroslav Foglar, scénář Jiří Macek)
- Modrá pětka (80. léta, v časopise Pionýrská stezka, scénář Bohumil Kolář a J.B. Kamil)
- Chata v Jezerní kotlině (1969, scénář Jaroslav Foglar)
- Walitaka (1991, scénář Jiří Macek)
- Rower Hogan (1992, scénář Jiří Macek a Jaroslava Šálková)
- Tři kluci (1989–90, scénář Svatopluk Hrnčíř)

### Klasické komiksy Marko Čermáka
(edice nakladatelství Václav Vávra)
1. Tajemství Velkého Vonta (2013, 3. vydání, 48 stran)
2. Modrá pětka: Na stezce dobrodružství (2013, 56 stran)
3. Walitaka (2013, 80 stran)
4. Rower Hogan / Tři kluci (2013, 64 stran)
5. Plamínek / Boj o zlato (2014, 80 stran)
6. Safírová stezka / Tom a Péťa / Záhada Smaragdového jezírka (2014, 64 stran)
7. Družina Čápů, Psáno na březové kůře, T.O. Sedmdesátka, Tábor ve Žlutých skalách (2015, 64 stran)
8. Modrá pětka za Zlatou peřejí a další příběhy (2016, 64 stran)

Krom toho dvě souborná vydání Modré pětky vydalo nakladatelství Amulet:
- Modrá pětka: Na stezce dobrodružství (2000, 52 stran)
- Modrá pětka za Zlatou peřejí (2003, 240 stran)